# Флаг Миссисипи
Флаг Миссиси́пи (англ. Flag of Mississippi) — один из государственных символов американского штата Миссисипи. На флаге изображены белый цветок магнолии и слова «In God We Trust» (с англ. — «На Бога уповаем») на красном поле с синей вертикальной полосой в центре с золотыми краями. Флаг был выбран Комиссией по изменению дизайна флага Миссисипи и одобрен на референдуме 3 ноября 2020 года. 6 января 2021 года флаг был утверждён парламентом штата, и 11 января он стал официальным. Он заменил предыдущий флаг, на котором в верхнем левом углу располагалось боевое знамя Конфедеративных Штатов Америки и который был упразднён 30 июня 2020 года.

## Исторические флаги
9 января 1861 года, после начала Гражданской войны, Миссисипи вышел из состава Союза и принял флаг «Бонни Блу» (Bonnie Blue Flag) — белая звезда на синем поле, который был поднят над зданием Капитолия в Джексоне как символ независимости.
25 января 1861 года, штат Миссисипи официально принял новый флаг — известный как «флаг Магнолии». Он представлял собой белое полотнище, в крыже — Bonnie Blue Flag, в центре флага — дерево магнолия.
7 февраля 1894 года Законодательное собрание штата заменило флаг новым, разработанным Эдвардом Н. Скаддером. Флаг состоял из трех равновеликих горизонтальных полос синего, белого и красного цветов; в кантоне — боевой флаг армии Конфедерации, представялющий собой синий косой крест с 13 белыми звездами, окаймленный белым, на красном поле.
В 1906 году штат Миссисипи принял пересмотренный правовой кодекс, который отменил все общие законы, которые не были повторно приняты законодательными органами или внесены в новый кодекс. При этом случайно было пропущено упоминание флага 1894 года, де-юре оставив штат без официального флага вплоть до 2000 года.
В дальнейшем у флага несколько менялись оттенки цветов.
|           |           |           |
| 1894-1996 | 1996-2001 | 2001-2020 |

## Референдум по флагу 2001 года

Проект флага. 2001 год

В 2000 году Верховный суд штата Миссисипи постановил, что флаг, принятый в 1894 году, считается неофициальным, так как закон о его принятии был аннулирован законодательным собранием штата ещё в 1906 году и его дальнейшее использование было данью традиции.
По предложению губернатора штата Ронни Мазгроува была образована комиссия по выработке нового флага. 17 апреля 2001 года, был проведён референдум, на котором было предложено два варианта флага — старый (образца 1894 года) и новый (разработанный комиссией).
В предложенном флаге военный флаг конфедератов в кантоне был заменён на синий квадрат с двадцатью звёздами. Внешнее кольцо из 13 звёзд символизировало тринадцать колоний, образовавших США, кольцо из шести звёзд — шесть наций, которые имели суверенитет на территории Миссисипи (индейские племена, Франция, Испания, Великобритания, Соединённые Штаты и Конфедеративные Штаты), внутренняя (большего размера) — штат Миссисипи. Также эти двадцать звёзд символизировали то, что штат Миссисипи стал двадцатым штатом, вошедшим в состав США.
По итогам референдума за новый флаг было отдано 35 % голосов, за старый — 65 % (большинство чернокожего населения было за новый флаг, а большинство белого — за старый).

## Новый флаг (2020 год — наше время)

«Флаг Великой реки». Проект

Флаг «Новая Магнолия» (или «На бога уповаем»). Проект

На фоне массовых протестов в США, вспыхнувших 26 мая 2020 года после убийства Джоржда Флойда, споры о целесообразности нахождения символики КША на флаге штата разгорелись вновь. В ходе голосования 28 июня в Сенате и Палате представителей было выдвинуто предложение вынести вопрос о смене символа на референдум, однако оно было отклонено. Губернатор штата Тейт Ривз обещал, что утвердит новый флаг, если его примут палаты парламента. Согласно документу о смене государственного символа штата, будет сформирована комиссия по разработке нового флага, который будет вынесен на голосование среди избирателей в ноябре. 30 июня губернатор штата после телеобращения подписал акт о замене флага. С 30 июня 2020 года по 11 января 2021 года штат не имел флага, так как двумя палатами парламента Миссисипи было принято решение об его изменении, чтобы он не напоминал о знамени солдат Конфедеративных штатов Америки, что многими воспринимается как символ расизма.
На конкурс на новый флаг было прислано более 2000 работ. На заседании 14 августа комиссия объявила, что выбрала девять проектов, включающих реку Миссисипи, цветок магнолии, звёзды и многие другие фигуры, значимые для штата. Пять финалистов были объявлены 18 августа, а 25 августа осталось два проекта — «Флаг Великой реки» и «Новая Магнолия». В итоге 2 сентября комиссия проголосовала за выдвижение флага «Новая Магнолия» с девизом «Мы верим в бога» для всеобщего голосования 3 ноября. В первоначальный дизайн были внесены небольшие изменения: текст стал более жирным, а красные и золотые полосы — толще.